# Uduch Sengebau Senior
Jerrlyn Uduch Sengebau Senior (Koror, 1965) è una politica palauana, vicepresidente di Palau dal 2021 al 2025, in precedenza è stata membro del senato di Palau dal 2013 al 2021.

## Biografia
Ha fatto parte del Senato di Palau dal 2013 al 2021, è cofondatrice del Center for Women’s Empowerment Belau (C-WEB). È stata Ministro di Stato dal 21 gennaio al 21 luglio 2021 per ricoprire successivamente la carica di Ministro della Giustizia. Dal 21 gennaio 2021 al 21 gennaio 2025 è stata Vicepresidente della Repubblica di Palau.
È sposata con Jerome Senior con il quale ha avuto 4 figli.